# Башта Стефана Баторія (Кам'янець-Подільський)
Ба́шта Стефа́на Бато́рія — найпотужніша з усіх башт у Кам'янці-Подільському. Інші назви — Королівська, Кушнірська, Семиповерхова. Пам'ятка містобудування та архітектури України національного значення. Фахівцями башту визнано одним із видатних творів оборонного зодчества 16 століття .

## Історія башти
Башта Стефана Баторія охороняла північну частину півострова, утвореного петлею Смотрича, на якому розташоване нинішнє Старе місто Кам'янця-Подільського. Башта виконувала роль надбрамної і одночасно могла обстрілювати весь простір північної частини міста з прилеглим каньйоном Смотрича.
Башта Стефана Баторія з'явилася на місці давньої міської брами 13 століття. Її збудовано у 1564—1565 роках під керівництвом начальника кам'янецької фортифікації Матвія Галичанина. Первісно башта була п'ятиярусною, мала еліптичну форму.
1585 року з боку міста до башти прибудували прямокутний об'єм. Після цього вона набула підковоподібний зовнішній абрис, а дах споруди отримав оригінальну форму з двома високими конічними завершеннями. Тоді ж із заходу впритул до башти було прибудовано прямокутний у плані прибрамний корпус із проїздом, який мав стрілчасте склепіння. Ці роботи здійснив начальник кам'янецької фортифікації Микола Бжеський за участю Камеріно Рудольфіно — придворного будівничого польського короля Стефана Баторія. Башта дістала назву на честь цього короля. А ще її називали Королівською .
Після ремонту башти в 17 столітті ремісничим цехом кушнірів її також стали називати Кушнірською. На початку 18 століття браму в башті стали називати Вітряною: тут, за легендою, 1711 року під час відвідин Кам'янця-Подільського російським царем Петром I з його голови вітром зірвало капелюх .
У 1780-х роках комендант Кам'янець-Подільської фортеці Ян де Вітте надбудував башту ще на два яруси. Він також переробив її дах на низький двосхилий, а зі сходу прибудував до башти симетричний прямокутний корпус. Після цього з'явилася ще одна назва башти — Семиповерхова. Цей ремонт, який фінансував польський король Станіслав Август, було увічнено встановленою з боку міста над Вітряною брамою пам'ятною плитою з написом латинською мовою: «Року Божого 1585 Королем Польським Стефаном Баторієм збудована, Станіславом Августом, Королем Польським, відновлена та збільшена року Божого 1785».
1928 року Постановою Ради народних комісарів УСРР башту внесено до переліку пам'яток, що перебувають під охороною держави .
Постановою Ради Міністрів Української РСР від 23 березня 1956 року Кушнірську башту внесено до реєстру пам'яток республіканського значення .

## Особливості архітектури

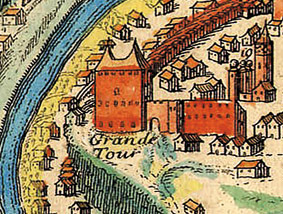
Башта Стефана Баторія. Фрагмент французького плану 1691 року

Башта в плані має форму підкови. Вхід розташований з боку південного фасаду. В архітектурі башти збереглися елементи декору, виконані з білого каменю: вінчаючий карниз, віконні та дверні обрамлення. Цікавий інтер'єр створюють внутрішні стіни з арочними проходами ..

## Башта в образотворчому мистецтві
Башту Стефана Баторія малювало багато художників. Серед них Юрій Химич, в якого є твір «Кушнірська башта (XVI—XVIII ст.)» (1965, гуаш).

## Галерея

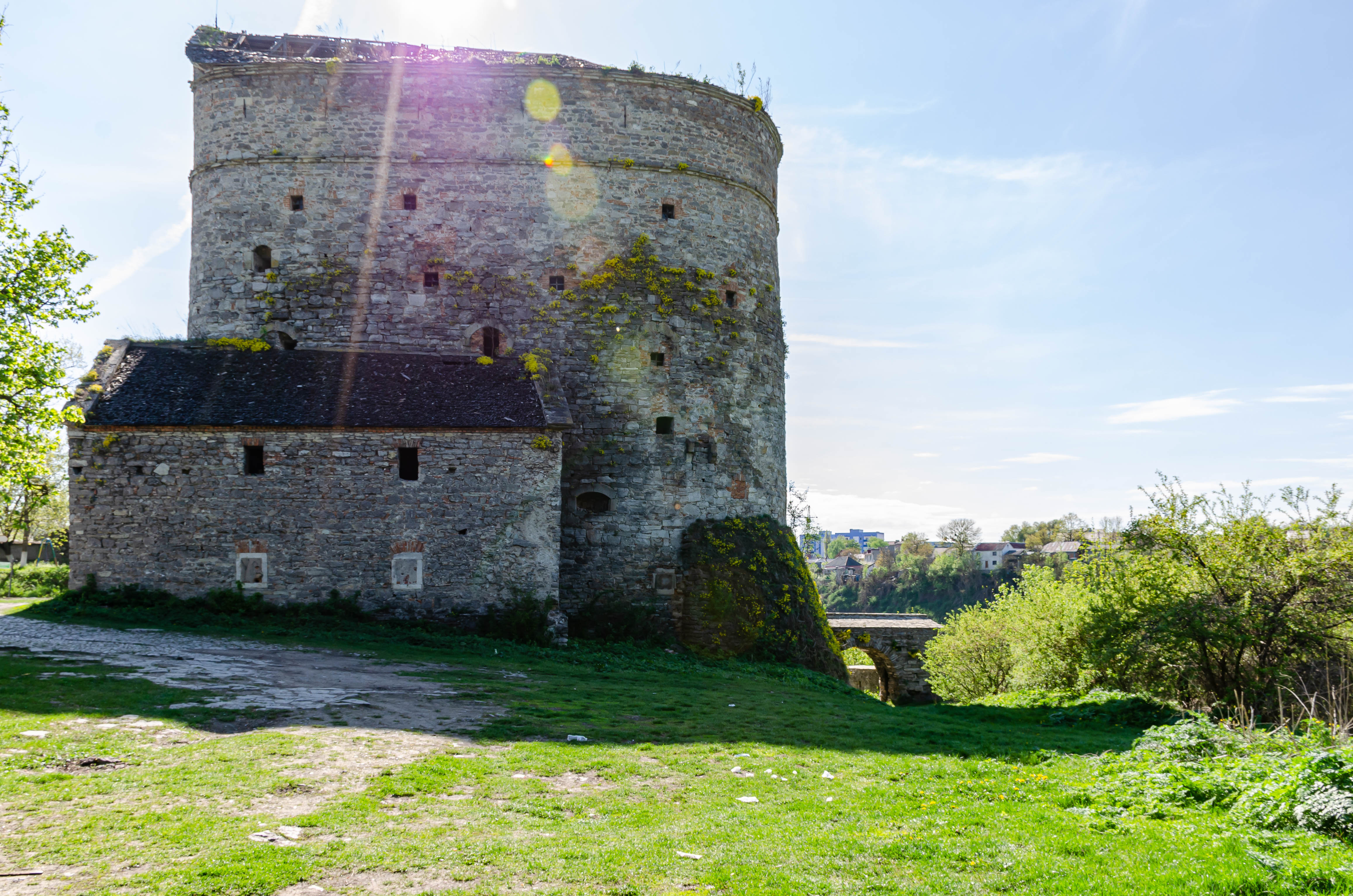
Башта Стефана Баторія
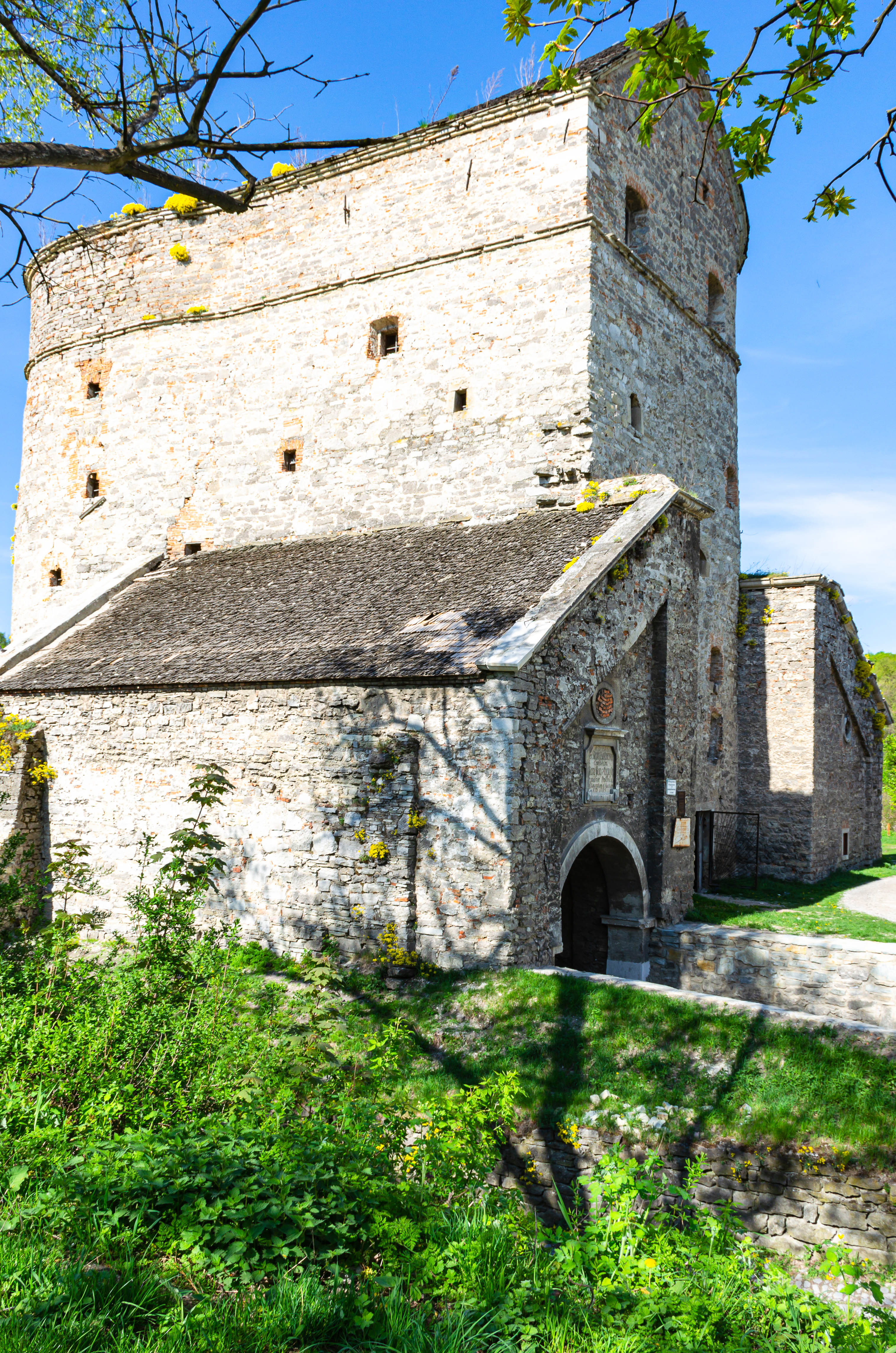
Кушнірська башта (Башта Кушнірська і Вітряна брама)